# Max-Planck-Institut für Steuerrecht und Öffentliche Finanzen
Das Max-Planck-Institut für Steuerrecht und Öffentliche Finanzen ist ein juristisches und finanzwissenschaftliches Forschungsinstitut der Max-Planck-Gesellschaft in München.

## Geschichte
Das Max-Planck-Institut für Steuerrecht und Öffentliche Finanzen nahm seine Arbeit als eigenes Forschungsinstitut am 1. Januar 2011 auf. Es geht zurück auf das Max-Planck-Institut für Geistiges Eigentum, Wettbewerbs- und Steuerrecht, das 2011 in das MPI für Immaterialgüter- und Wettbewerbsrecht und dieses Institut aufgeteilt wurde. 2002 war das damalige MPI für ausländisches und internationales Patent-, Urheber- und Wettbewerbsrecht um eine Abteilung für Rechnungslegung und Steuern unter der Leitung von Wolfgang Schön erweitert worden. 2009 kam eine weitere Abteilung für Finanzwissenschaft unter Kai A. Konrad hinzu. Mit der Neugründung wurden diese Abteilungen von der Abteilung für Geistiges Eigentum und Wettbewerbsrecht getrennt und in ein eigenes Institut überführt. Damit waren jedoch weder Änderungen der Forschungsgebiete noch des Personals oder des Standorts in München verbunden. Gründungsdirektoren sind Kai A. Konrad (Finanzwissenschaft) und Wolfgang Schön (Unternehmens- und Steuerrecht), die das Institut auch gegenwärtig leiten.

## Aufgaben und Forschungsgebiete
Das Institut ist Teil der Max-Planck-Gesellschaft, die überwiegend durch öffentliche Gelder finanziert wird. Zentraler Forschungsschwerpunkt sind Themen nationaler und internationaler Besteuerung aus juristischer und ökonomischer Perspektive.
Das Institut besteht aus zwei gleich großen Abteilungen, die jeweils von einem Direktor geführt werden. Der juristische Bereich arbeitet zu vielfältigen Forschungsthemen im Unternehmens- und Steuerrecht, der ökonomische Bereich zu Forschungsfragen aus der Finanzwissenschaft und Fiskalpolitik. Es besteht eine enge Kooperation mit der Ludwig-Maximilians-Universität München.
Das Institut ist keine Lehrinstitution, sondern der Grundlagenforschung verpflichtet, die in mittel- und langfristigen Projekten organisiert ist. Das Institut bietet Doktoranden- und Postdoc-Stellen sowie Möglichkeiten für kurz- und langfristige Forschungsaufenthalte. Es verfügt über eine große Bibliothek und organisiert internationale und interdisziplinäre Konferenzen, Workshops, Seminare und Vortragsreihen.

## Max Planck Law
Das Institut ist Mitglied des Doktoranden- und Postdoktoranden-Forschungsnetzwerks "Max Planck Law", das Veranstaltungen organisiert und die Karriereentwicklung fördert.